# Xiaoling, Gansu
Xiaoling är en socken i nordvästra Kina. Den ligger i Yongjing härad i den autonoma prefekturen Linxia för hui-folket i provinsen Gansu, omkring 74 kilometer väster om provinshuvudstaden Lanzhou. Antalet invånare är 5 417. Befolkningen består av 2 587 kvinnor och 2 830 män. Barn under 15 år utgör 22,0 %, vuxna 15-64 år 66 %, och äldre över 65 år 10,0 %.